# Manu Pineda

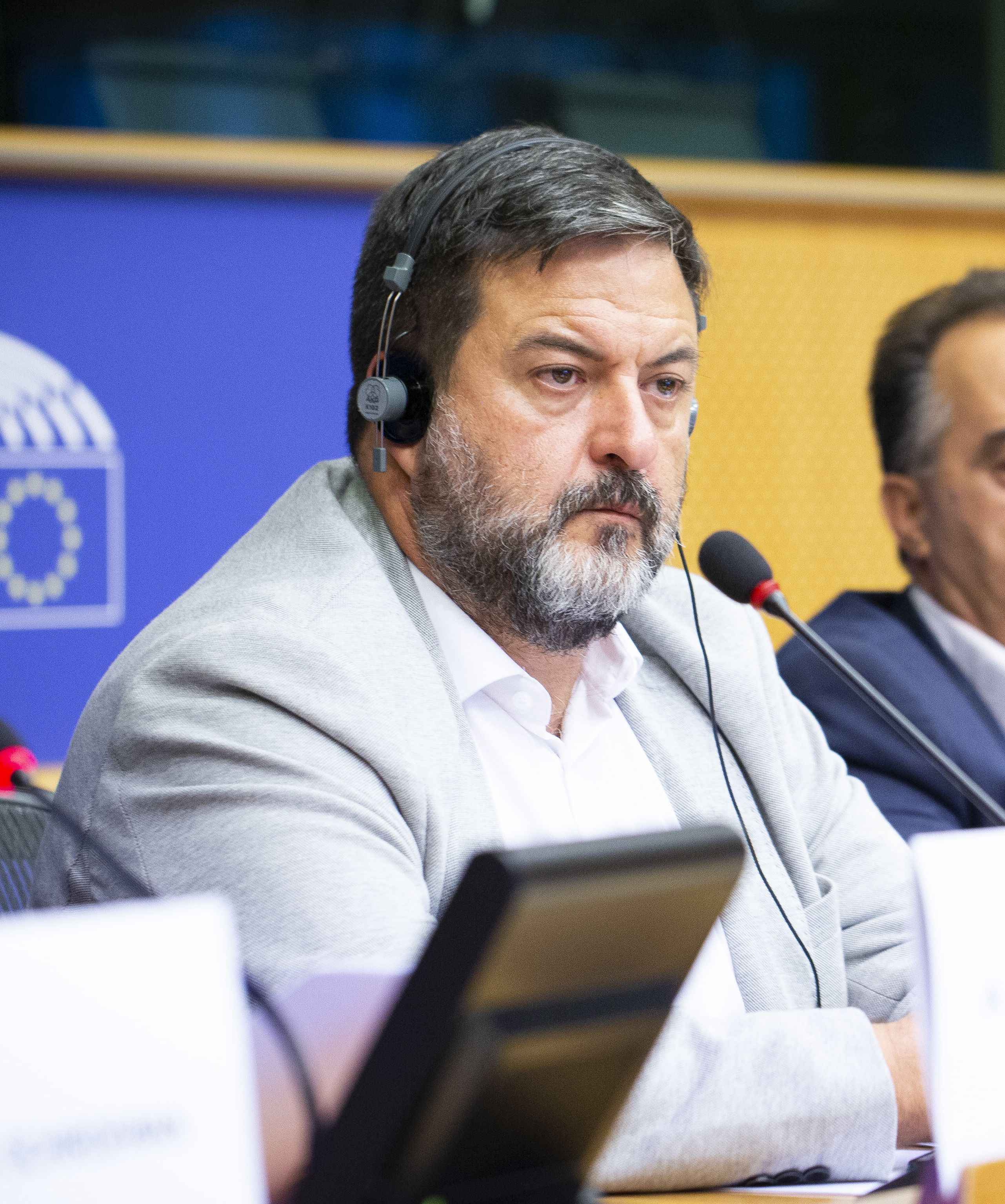
Manu Pineda (2019)

Manuel „Manu“ Pineda Marín (* 2. September 1965 in Almería) ist ein spanischer Politiker (Izquierda Unida und PCE), Gewerkschaftler und Aktivist. Seit der Europawahl 2019 ist Pineda Mitglied des Europäischen Parlaments als der Teil der GUE/NGL-Fraktion.

## Leben
Manu Pineda wurde am 2. September 1965 in Almería geboren. Bereits in seiner Jugend engagierte sich Pineda politisch und war unter anderem Mitglied der Kommunistischen Partei von Málaga und Gewerkschaftsmitglied der Comisiones Obreras.
2011 zog Pineda nach Gaza und begann dort sich als Brigadist der Unadikum zu engagieren. Auch war er beim International Solidarity Movement aktiv. Später war er als Aktivist im Westjordanland tätig, wo er unter anderem auch mit der Aktivistin Ahed Tamimi zusammenarbeitete.
Im Herbst 2018 gab die Izquierda Unida bekannt bei der Europawahl 2019 mit den Parteien Podemos, Catalunya en Comú und Barcelona en Comú in der Listenverbindung „Unidas Podemos Cambiar Europa“ anzutreten. Pineda kandidierte auf dem 6. Platz der Liste. Die Listenverbindung errang knapp 10 Prozent und damit 6 der 54 spanischen Mandate, sodass Pineda direkt einzog. Er trat der Konföderalen Fraktion der Vereinten Europäischen Linken/Nordische Grüne Linke bei. Für seine Fraktion ist er Mitglied im Ausschuss für auswärtige Angelegenheiten sowie stellvertretendes Mitglied in den beiden Unterausschüssen Menschenrechte sowie Sicherheit und Verteidigung.